# Бруле
Окръг Бруле (на английски: Brule County) е окръг в щата Южна Дакота, Съединени американски щати. Площта му е 2192 km², а населението - 5312 души (2017). Административен център е град Чембърлейн.